# Holomelina fragilis
Holomelina fragilis là một loài bướm đêm thuộc phân họ Arctiinae, họ Erebidae.